# Епархия Консепсьона (Парагвай)
Епархия Консепсьона (исп. Diócesis de Concepción en Paraguay, лат. Dioecesis Sanctissimae Conceptionis in Paraguay) — епархия Римско-Католической церкви c центром в городе Консепсьон, Парагвай. Распространяет свою юрисдикцию на департаменты Консепсьон. Входит в митрополию Асунсьона. Кафедральным собором епархии является церковь Непорочного Зачатия Пресвятой Девы Марии.

## История
1 мая 1929 года Римский папа Пий XI издал буллу «Universi Dominici», которой учредил епархию Консепсьона и Чако, выделив её из епархии Асунсьона (сегодня — Архиепархия Асунсьона). 11 марта 1948 года епархия Консепсьона и Чако передала часть своей территории для образования нового апостольского викариата Чако-Парагвайо. 16 июля 1949 года епархия Консепсьона и Чако была переименована в епархию Консепсьона.
В следующие годы епархия Консепсьона передала часть своей территории для образования новых церковных структур:
- 21 февраля 1957 года — территориальной прелатуре Энкарнасьона и Альто-Параны (сегодня — Епархия Энкарнасьона);
- 2 августа 1960 года — территориальной прелатуре Каакупе (сегодня — Епархия Каакупе);
- 10 сентября 1961 года — территориальной прелатуре Коронеля-Овьедо (сегодня — Епархия Коронеля-Овьедо);
- 5 июня 1978 года — епархии Сан-Педро.

## Ординарии епархии
- епископ Эмилио Соса Гаона S.D.B.[1] (30.04.1931 — 14.05.1963);
- епископ Анибал Марисевич Флейтас (4.12.1965 — 30.04.1993);
- епископ Хуан Баутиста Гавилан Веласкес (5.03.1994 — 18.12.2001 — назначен епископом Коронеля-Овьедо);
- епископ Сакариас Ортис Ролон S.D.B. (12.07.2003 — 11.07.2013);
- епископ Мигель Анхель Кабельо Альмада (11.07.2013 — 5.12.2024 — назначен епископом Вильяррики-дель-Эспириту-Санто).